# José Enrique Díaz Barrera
José Enrique Díaz Barrera (Sevilla, 7 de abril de 1953) es un entrenador español que actualmente se encuentra sin equipo tras abandonar la disciplina de la AD Ceuta en el año 2008.

## Trayectoria como entrenador
| Club                | País   | Año       |
| ------------------- | ------ | --------- |
| Betis B             | España | 1985-1986 |
| Atlético Sanluqueño | España | 1987-1989 |
| Granada CF          | España | 1989-1990 |
| CP Mérida           | España | 1991      |
| Xerez CD            | España | 1991-1992 |
| CP Mérida           | España | 1992      |
| CD Badajoz          | España | 1993      |
| Levante UD          | España | 1993-1994 |
| Almería CF          | España | 1994-1995 |
| Écija Balompié      | España | 1996      |
| Levante UD          | España | 1997      |
| Xerez CD            | España | 1998      |
| CyD Leonesa         | España | 2000      |
| AD Ceuta            | España | 2001      |
| Cádiz CF            | España | 2001-2002 |
| AD Ceuta            | España | 2003-2004 |
| AD Ceuta            | España | 2007-2008 |